# Вице-президент Мьянмы
Вице-президент Республики Союза Мьянма (бирм. ပြည်ထောင်စုသမ္မတမြန်မာနိုင်ငံတော် ဒုတိယ သမ္မတ) — второй по значимости государственный пост в правительстве Республики Союз Мьянма.

## Должность
Должность была учреждена конституцией Мьянмы 2008 года и является второй по значимости после президента. Первый государственный деятель вступил в должность 30 марта 2011 года, когда новое правительство приняло на себя де-юре власть. В правительстве две должности вице-президента, но официально между ними не имеется различий. Можно предположить, что должности следуют порядку старшинства, как и у вице-премьера Китайской Народной Республики.

## Список вице-президентов

### Социалистическая Республика Союз Бирма
Должность вице-президента Социалистической Республики Союз Бирмы была создана в 1985 году двумя изменениями в Конституции Бирмы и в основном законе Партии социалистической программы Бирмы.
| Вице-президент | Фото           | Вступил в должность | Покинул должность | Партия | Президент | Примечания        |
| -------------- | -------------- | ------------------- | ----------------- | ------ | --------- | ----------------- |
| Е Ко           |                | декабрь 1985        | 27 июля 1988      | ПБСП   | Сан Ю     | [ 3 ] [ 4 ] [ 5 ] |
| Е Ко           | 27 июля 1988   | 12 август 1988      | Маун Маун         | ПБСП   |           | [ 3 ] [ 4 ] [ 5 ] |
| Е Ко           | 19 август 1988 | 18 сентябрь 1988    | Сейн Лвин         | ПБСП   |           | [ 3 ] [ 4 ] [ 5 ] |

### Республика Союз Мьянма

#### Первый вице-президент
| №        | № | Имя (Рождение–смерть)  | Фото | Вступил в должность | Покинул должность | В должность    | Партия                               | Президент |
| -------- | - | ---------------------- | ---- | ------------------- | ----------------- | -------------- | ------------------------------------ | --------- |
|          | 1 | Тин Аун Мьин У (1950–) |      | 30 марта 2011       | 1 июля 2012       | 1 год 93 дня   | Партия солидарности и развития Союза | Тейн Сейн |
|          | 2 | Сайн Мау Кхан (1950–)  |      | 1 июля 2012         | 30 марта 2016     | 3 года 273 дня | Партия солидарности и развития Союза | Тейн Сейн |
|          | 3 | Мьин Шве (1951–2025)   |      | 30 марта 2016       | 7 августа 2025    | 9 лет 130 дней | Партия солидарности и развития Союза | Тхин Чжо  |
| Вин Мьин | 3 | Мьин Шве (1951–2025)   |      | 30 марта 2016       | 7 августа 2025    | 9 лет 130 дней | Партия солидарности и развития Союза |           |
| он сам   | 3 | Мьин Шве (1951–2025)   |      | 30 марта 2016       | 7 августа 2025    | 9 лет 130 дней | Партия солидарности и развития Союза |           |

#### Второй вице-президент
| №        | № | Имя (род. — ум.)       | Фото | Вступил в должность | Покинул должность | В должности     | Партия                               | Президент |
| -------- | - | ---------------------- | ---- | ------------------- | ----------------- | --------------- | ------------------------------------ | --------- |
|          | 1 | Сайн Мау Кхан (1950–)  |      | 30 марта 2011       | 1 июля 2012       | 1 год 93 дня    | Партия солидарности и развития Союза | Тейн Сейн |
|          | 2 | Ньан Тхун (1954–)      |      | 15 августа 2012     | 30 марта 2016     | 3 года 228 дней | Партия солидарности и развития Союза | Тейн Сейн |
|          | 3 | Генри Ван Тхио (1958–) |      | 30 марта 2016       | 22 апреля 2024    | 8 лет 23 дня    | Национальная лига за демократию      | Тхин Чжо  |
| Вин Мьин | 3 | Генри Ван Тхио (1958–) |      | 30 марта 2016       | 22 апреля 2024    | 8 лет 23 дня    | Национальная лига за демократию      |           |
| Мьин Шве | 3 | Генри Ван Тхио (1958–) |      | 30 марта 2016       | 22 апреля 2024    | 8 лет 23 дня    | Национальная лига за демократию      |           |